# 잰 오르스
잰 오르스(Jan Ors)는 레전드 세계관 등장 인물이며 반란 연합의 일원이자 카일 카탄의 파트너이다.

## 그 외
스타워즈: 로그 원에서 펠리시티 존스 배역 인물이자 이름을 약간 변형시킨 진 어소 (Jyn Erso)가 등장한다.